# Kuifmaina

Acridotheres cristatellus - 1700-1880 - afdruk - Iconographia Zoologica - Bijzondere Collecties van de Universiteit van Amsterdam

Acridotheres cristatellus - 1700-1880 - afdruk - Iconographia Zoologica - Bijzondere Collecties van de Universiteit van Amsterdam

De kuifmaina (Acridotheres cristatellus) is een zangvogel uit de familie van de spreeuwen (Sturnidae). De wetenschappelijke naam van de soort werd in 1758 als Gracula cristatella gepubliceerd door Carl Linnaeus, in de tiende editie van Systema naturae. De soort komt van nature voor in het Oriëntaals gebied. Tegenwoordig komt de soort ook voor in Japan, Argentinië, Canada en de Verenigde Staten. In Noord-Amerika is de soort echter zeldzaam geworden. Per 7 augustus 2025 staat de kuifmaina op de Unielijst voor invasieve uitheemse soorten.

## Kenmerken
Deze spreeuwachtige is gemiddeld van grootte, grotendeels zwart met een zwarte kuif op het voorhoofd. Een deel van de buitenste vliegveren zijn wit, wat goed te zien is als ze vliegen. De mannetjes en vrouwtjes van de kuifmaina lijken sterk op elkaar. De staart is wit aan de uiteinden. De snavel is geel met uitzondering van het begin van de onderzijde. De ogen zijn bruin tot vaalgeel. De poten zijn geel tot oranjegeel.

## Voortplanting
De kuifmaina legt per keer zo'n drie tot vier licht glimmende blauwe eieren in holtes van dode bomen of van gebouwen. Het nest is samengesteld van gras, stukjes kleren, papier en omringd door gras en veren. In de Filipijnen zijn in de maanden april en mei zich voortplantende exemplaren waargenomen.

## Verspreiding en leefgebied
De soort kwam oorspronkelijk alleen voor in de Zuidoost-Aziatische landen Laos, Myanmar en Vietnam en in China en Taiwan. Sinds die tijd is de soort ook geïntroduceerd in de Zuidoost-Aziatische landen Brunei, de Filipijnen (rond 1850), Maleisië en Singapore en in de Amerikaanse landen Argentinië, Canada en de Verenigde Staten. Zo nu en dan vindt men de kuifmaina ook in Japan en Thailand.

## Ondersoorten
Van de kuifmaina worden drie ondersoorten onderscheiden:
- Acridotheres cristatellus cristatellus (o.a. de Filipijnen (op Luzon en Negros))
- Acridotheres cristatellus brevipennis (Hainan en Indochina)
- Acridotheres cristatellus formosanus (Taiwan)